# شهرستان وستمورلند (پنسیلوانیا)
شهرستان وستمورلند، پنسیلوانیا (به انگلیسی: Westmoreland County, Pennsylvania) شهرستانی در ایالات متحده آمریکا است که در پنسیلوانیا واقع شده‌است.

## خصوصیات
شهرستان وستمورلند ۲٬۶۸۳٫۲۴ کیلومترمربع مساحت دارد.